# Современный театр (Варшава)
«Современный театр в Варшаве» (пол. Teatr Współczesny w Warszawie, Театр Вспулчесны) — драматический театр в Варшаве.
Театр возник в 1949 году в результате преобразования «Камерного театра Дома Солдата», который был национализирован и перенесён из Лодзи в Варшаву. Первым директором «Современного театра» в 1949—1981 годах был Эрвин Аксер, с 1981 директор Мацей Энглерт. 

## Известные актёры театра
| - Байор, Пётр - Баргеловский, Марек - Бардини, Александер - Бжозович, Войцех - Биста, Хенрик - Боровский, Хенрик - Быльчиньский, Януш - Воллейко, Чеслав - Гарлицкий, Пётр - Гоголевский, Игнацы - Гордон-Гурецкая, Антонина - Душиньский, Ежи - Жмиевский, Артур - Зелиньский, Анджей |  | - Ковалевский, Кшиштоф - Коморовская, Майя - Лазука, Богдан - Лапицкий, Анджей - Липиньская, Марта - Ломницкий, Тадеуш - Людвижанка, Барбара - Михниковский, Веслав - Мрозовска, Зофья - Павлик, Бронислав - Фиевский, Тадеуш - Хойнацкая, Ядвига - Чехович, Мечислав - Шиц, Борис - Ракса, Пола |